# ولوو سری ۱۴۰
ولوو سری ۱۴۰ (Volvo ۱۴۰ Series) یک سری خودرو است که در سال‌های ۱۹۶۶–۱۹۷۴ توسط شرکت ولوو در هالیفاکس کانادا، ملبورن استرالیا و بلژیک تولید شده‌است. طراحی آن خودروهای موتور جلو-محور عقب بوده است.

## نگارخانه

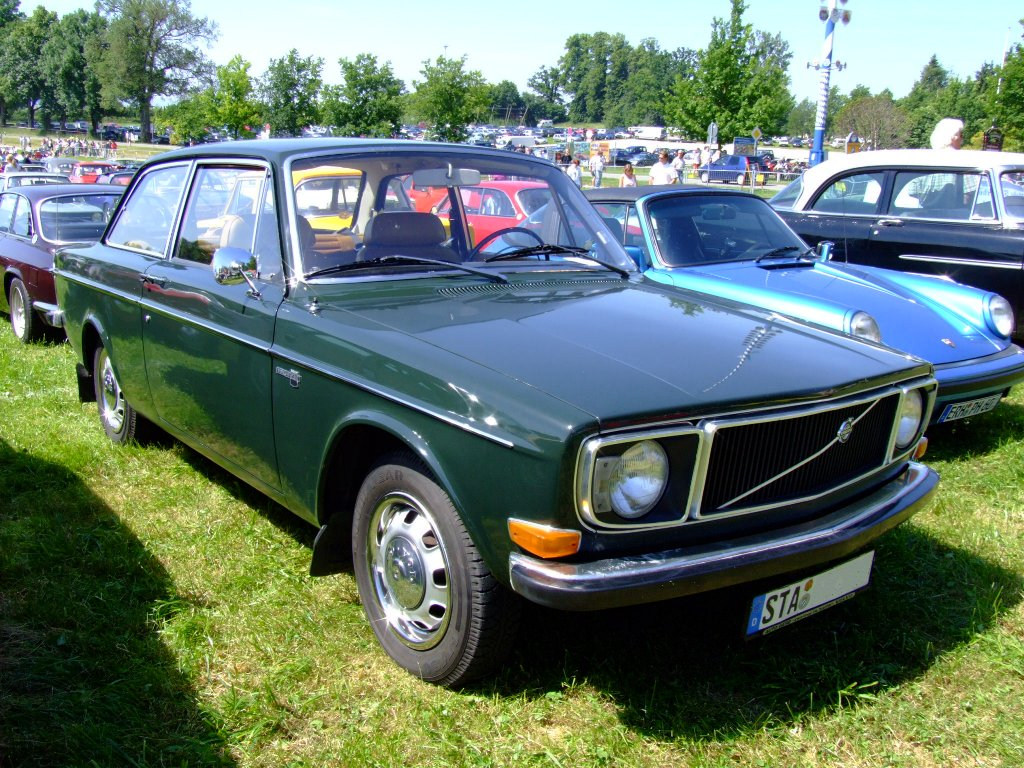
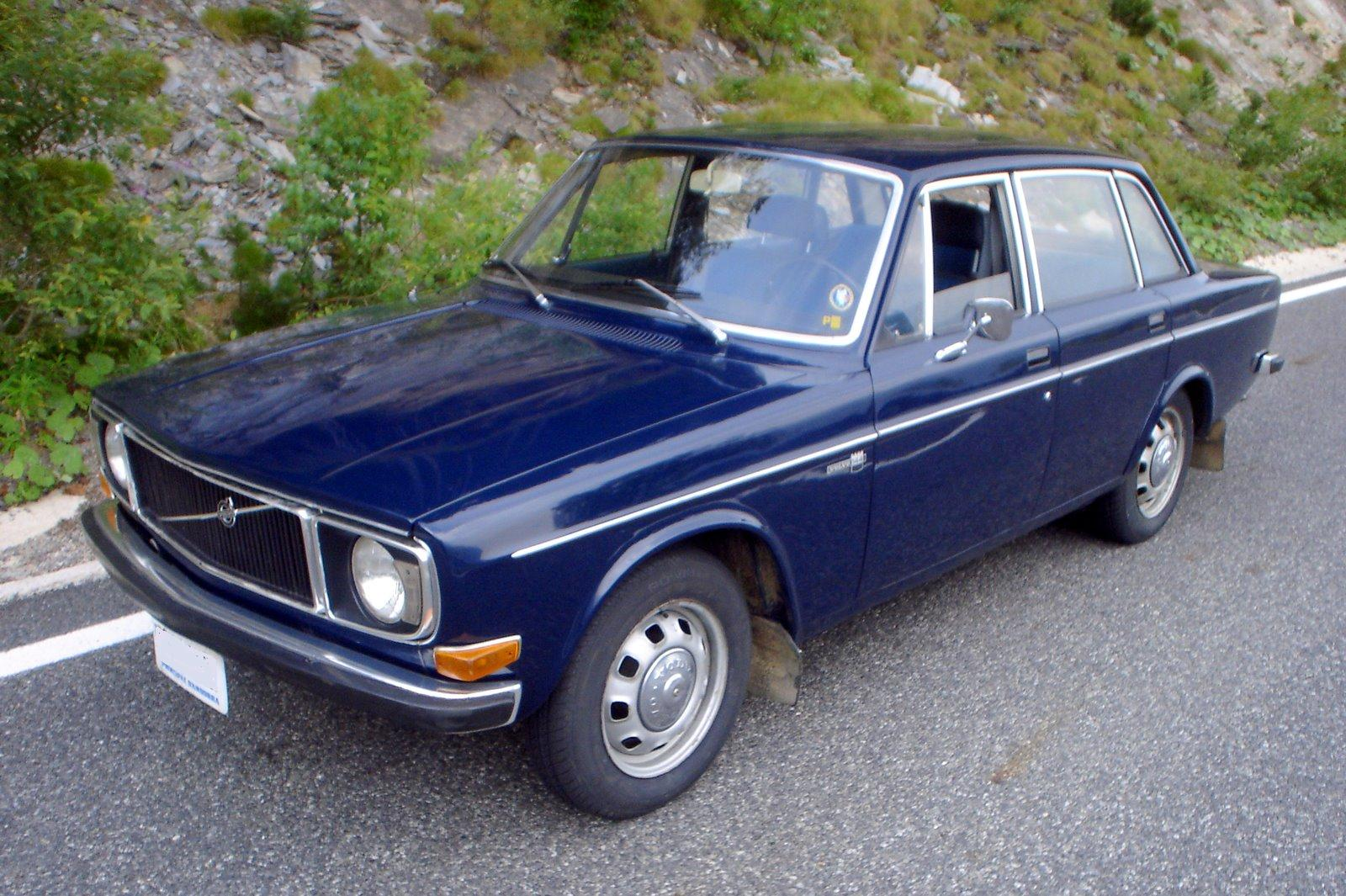
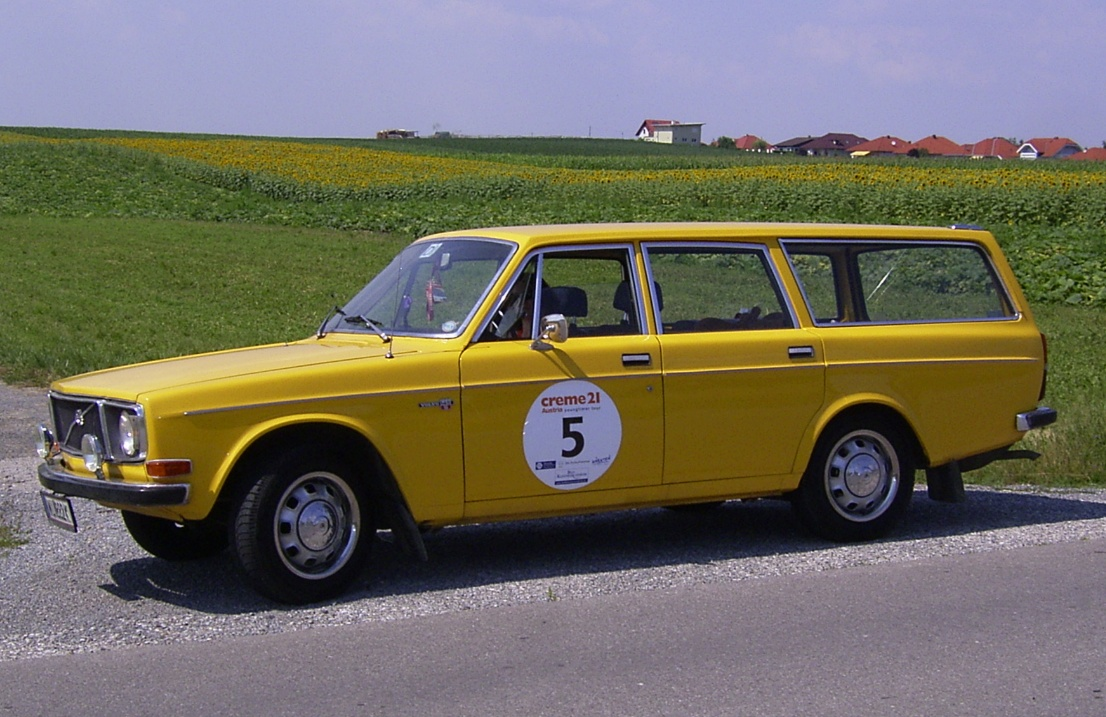
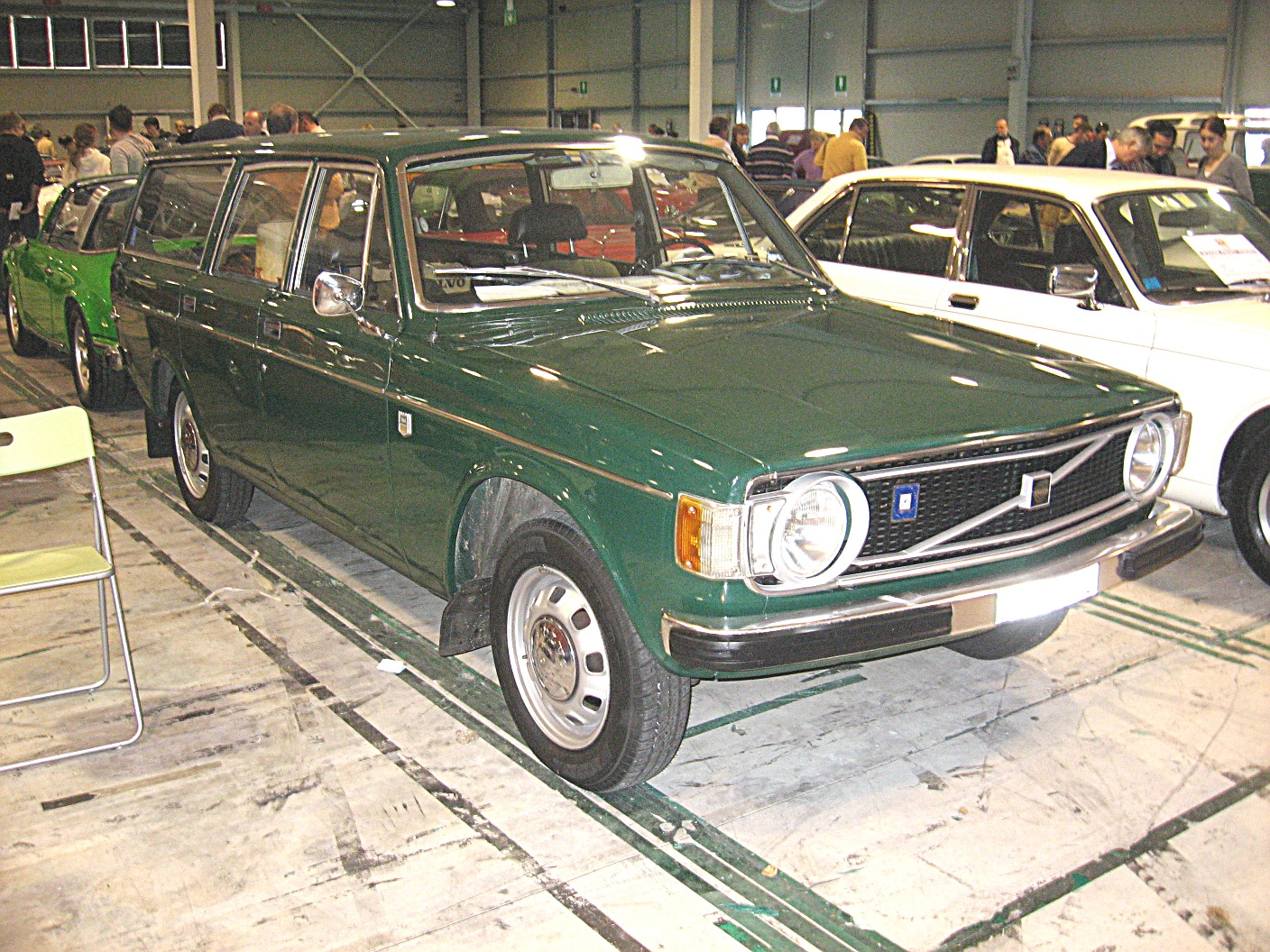